# Catull

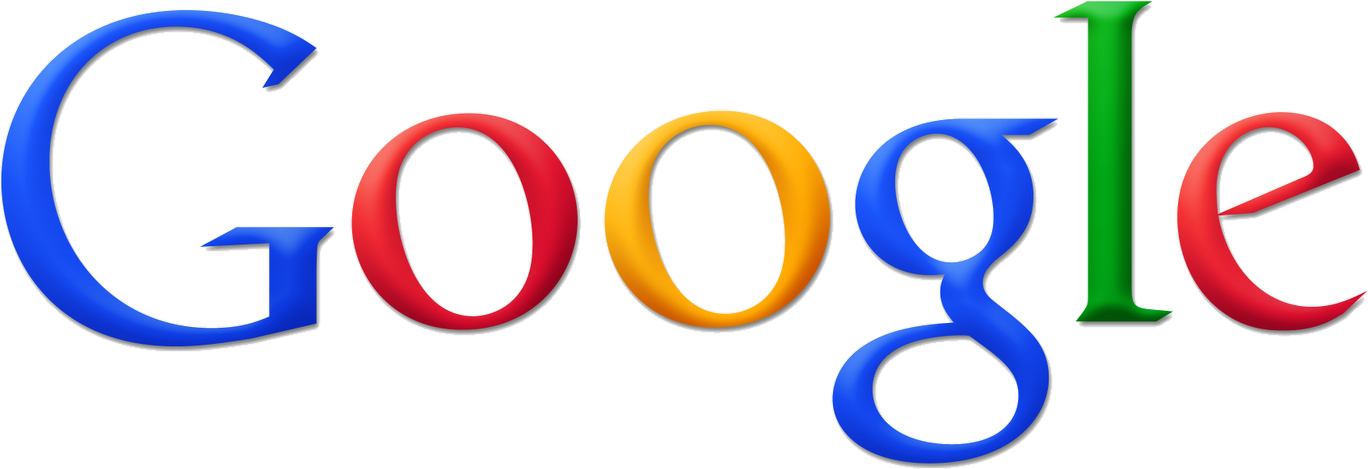
Voormalig logo van Google

Catull is een commercieel schreeflettertype, dat in 1982 werd ontwikkeld voor de Duitse lettergieterij H. Berthold AG door Gustav Jaeger. 
Het bekende logo van zoekmachine Google maakte van mei 1999 tot 1 september 2015 gebruik van dit lettertype. Het lettertype is daarmee bij de meeste internetgebruikers goed bekend.